# Arènes de Beauvoisin
Les arènes de Beauvoisin  sont les arènes municipales de la commune de Beauvoisin, située dans le département du Gard et la région Languedoc-Roussillon. Elles ont une capacité de 900 places.

## Présentation
L'existence  des arènes en dur remonte à 1934. Elles étaient auparavant des arènes « sur la place », c'est-à-dire un plan de charrette. 
Elles sont la propriété de la commune et elles ont été réhabilitées en 2007 par l'architecte Vessière Charline (Architecte DPLG) qui avait déjà réalisé la rénovation des arènes de Lansargues en 2004. Cette architecte installée à Lansargues de 1998 a réussi au-travers de ces deux projets une mise en conformité tout en préservant l'Esprit des Lieux.

## Tauromachie
Les arènes sont dédiées uniquement à la course camarguaise, avec une moyenne annuelle de 16 courses. La feria a lieu à la mi-août et correspond à la fête votive de la commune.